# بالو (آردن)
بالو (به فرانسوی: Balham) یک کمون (فرانسه) در فرانسه است که در canton of Asfeld واقع شده‌است. بالو ۱٫۷۷ کیلومتر مربع مساحت دارد ۷۱ متر بالاتر از سطح دریا واقع شده‌است.